# Sloveens handbalteam junioren (vrouwen)
Het Sloveens handbalteam junioren is het nationale onder-19 en onder-20 handbalteam van Slovenië. Het team vertegenwoordigt het Rokometna Zveza Slovenije in internationale handbalwedstrijden voor vrouwen.

## Resultaten

### Wereldkampioenschap handbal onder 20
| Wereldkampioenschap handbal onder 20 | Wereldkampioenschap handbal onder 20                  | Wereldkampioenschap handbal onder 20                  | Wereldkampioenschap handbal onder 20                  | Wereldkampioenschap handbal onder 20                  | Wereldkampioenschap handbal onder 20                  | Wereldkampioenschap handbal onder 20                  | Wereldkampioenschap handbal onder 20                  | Wereldkampioenschap handbal onder 20                  |
| Jaar                                 | Resultaat                                             | Wed                                                   | W                                                     | G                                                     | V                                                     | DV                                                    | DT                                                    | DS                                                    |
| ------------------------------------ | ----------------------------------------------------- | ----------------------------------------------------- | ----------------------------------------------------- | ----------------------------------------------------- | ----------------------------------------------------- | ----------------------------------------------------- | ----------------------------------------------------- | ----------------------------------------------------- |
| 1977                                 | Deel van Joegoslavië                                  | Deel van Joegoslavië                                  | Deel van Joegoslavië                                  | Deel van Joegoslavië                                  | Deel van Joegoslavië                                  | Deel van Joegoslavië                                  | Deel van Joegoslavië                                  | Deel van Joegoslavië                                  |
| 1979                                 | Deel van Joegoslavië                                  | Deel van Joegoslavië                                  | Deel van Joegoslavië                                  | Deel van Joegoslavië                                  | Deel van Joegoslavië                                  | Deel van Joegoslavië                                  | Deel van Joegoslavië                                  | Deel van Joegoslavië                                  |
| 1981                                 | Deel van Joegoslavië                                  | Deel van Joegoslavië                                  | Deel van Joegoslavië                                  | Deel van Joegoslavië                                  | Deel van Joegoslavië                                  | Deel van Joegoslavië                                  | Deel van Joegoslavië                                  | Deel van Joegoslavië                                  |
| 1983                                 | Deel van Joegoslavië                                  | Deel van Joegoslavië                                  | Deel van Joegoslavië                                  | Deel van Joegoslavië                                  | Deel van Joegoslavië                                  | Deel van Joegoslavië                                  | Deel van Joegoslavië                                  | Deel van Joegoslavië                                  |
| 1985                                 | Deel van Joegoslavië                                  | Deel van Joegoslavië                                  | Deel van Joegoslavië                                  | Deel van Joegoslavië                                  | Deel van Joegoslavië                                  | Deel van Joegoslavië                                  | Deel van Joegoslavië                                  | Deel van Joegoslavië                                  |
| 1987                                 | Deel van Joegoslavië                                  | Deel van Joegoslavië                                  | Deel van Joegoslavië                                  | Deel van Joegoslavië                                  | Deel van Joegoslavië                                  | Deel van Joegoslavië                                  | Deel van Joegoslavië                                  | Deel van Joegoslavië                                  |
| 1989                                 | Deel van Joegoslavië                                  | Deel van Joegoslavië                                  | Deel van Joegoslavië                                  | Deel van Joegoslavië                                  | Deel van Joegoslavië                                  | Deel van Joegoslavië                                  | Deel van Joegoslavië                                  | Deel van Joegoslavië                                  |
| 1991                                 | Deel van Joegoslavië                                  | Deel van Joegoslavië                                  | Deel van Joegoslavië                                  | Deel van Joegoslavië                                  | Deel van Joegoslavië                                  | Deel van Joegoslavië                                  | Deel van Joegoslavië                                  | Deel van Joegoslavië                                  |
| 1993                                 | Niet deelgenomen aan kwalificatie/niet gekwalificeerd | Niet deelgenomen aan kwalificatie/niet gekwalificeerd | Niet deelgenomen aan kwalificatie/niet gekwalificeerd | Niet deelgenomen aan kwalificatie/niet gekwalificeerd | Niet deelgenomen aan kwalificatie/niet gekwalificeerd | Niet deelgenomen aan kwalificatie/niet gekwalificeerd | Niet deelgenomen aan kwalificatie/niet gekwalificeerd | Niet deelgenomen aan kwalificatie/niet gekwalificeerd |
| 1995                                 | Niet gekwalificeerd                                   | Niet gekwalificeerd                                   | Niet gekwalificeerd                                   | Niet gekwalificeerd                                   | Niet gekwalificeerd                                   | Niet gekwalificeerd                                   | Niet gekwalificeerd                                   | Niet gekwalificeerd                                   |
| 1997                                 | 13de                                                  | 5                                                     | 1                                                     | 0                                                     | 4                                                     | 93                                                    | 145                                                   | -52                                                   |
| 1999                                 | Niet gekwalificeerd                                   | Niet gekwalificeerd                                   | Niet gekwalificeerd                                   | Niet gekwalificeerd                                   | Niet gekwalificeerd                                   | Niet gekwalificeerd                                   | Niet gekwalificeerd                                   | Niet gekwalificeerd                                   |
| 2001                                 | Niet gekwalificeerd                                   | Niet gekwalificeerd                                   | Niet gekwalificeerd                                   | Niet gekwalificeerd                                   | Niet gekwalificeerd                                   | Niet gekwalificeerd                                   | Niet gekwalificeerd                                   | Niet gekwalificeerd                                   |
| 2003                                 | Niet deelgenomen aan kwalificatie                     | Niet deelgenomen aan kwalificatie                     | Niet deelgenomen aan kwalificatie                     | Niet deelgenomen aan kwalificatie                     | Niet deelgenomen aan kwalificatie                     | Niet deelgenomen aan kwalificatie                     | Niet deelgenomen aan kwalificatie                     | Niet deelgenomen aan kwalificatie                     |
| 2005                                 | Niet gekwalificeerd                                   | Niet gekwalificeerd                                   | Niet gekwalificeerd                                   | Niet gekwalificeerd                                   | Niet gekwalificeerd                                   | Niet gekwalificeerd                                   | Niet gekwalificeerd                                   | Niet gekwalificeerd                                   |
| 2008                                 | 15de                                                  | 8                                                     | 3                                                     | 1                                                     | 4                                                     | 238                                                   | 211                                                   | +27                                                   |
| 2010                                 | Niet gekwalificeerd                                   | Niet gekwalificeerd                                   | Niet gekwalificeerd                                   | Niet gekwalificeerd                                   | Niet gekwalificeerd                                   | Niet gekwalificeerd                                   | Niet gekwalificeerd                                   | Niet gekwalificeerd                                   |
| 2012                                 | Niet gekwalificeerd                                   | Niet gekwalificeerd                                   | Niet gekwalificeerd                                   | Niet gekwalificeerd                                   | Niet gekwalificeerd                                   | Niet gekwalificeerd                                   | Niet gekwalificeerd                                   | Niet gekwalificeerd                                   |
| 2014                                 | 14de                                                  | 9                                                     | 3                                                     | 0                                                     | 6                                                     | 226                                                   | 257                                                   | -31                                                   |
| 2016                                 | Niet gekwalificeerd                                   | Niet gekwalificeerd                                   | Niet gekwalificeerd                                   | Niet gekwalificeerd                                   | Niet gekwalificeerd                                   | Niet gekwalificeerd                                   | Niet gekwalificeerd                                   | Niet gekwalificeerd                                   |
| Totaal                               | 3/20                                                  | 22                                                    | 7                                                     | 1                                                     | 14                                                    | 557                                                   | 613                                                   | -56                                                   |

 Kampioenen   Runners-up   Derde plaats   Vierde plaats

### Europese kampioenschappen onder 19
| Europees kampioenschap handbal onder 19 | Europees kampioenschap handbal onder 19 | Europees kampioenschap handbal onder 19 | Europees kampioenschap handbal onder 19 | Europees kampioenschap handbal onder 19 | Europees kampioenschap handbal onder 19 | Europees kampioenschap handbal onder 19 | Europees kampioenschap handbal onder 19 | Europees kampioenschap handbal onder 19 |
| Jaar                                    | Resultaat                               | Wed                                     | W                                       | G                                       | V                                       | DV                                      | DT                                      | DS                                      |
| --------------------------------------- | --------------------------------------- | --------------------------------------- | --------------------------------------- | --------------------------------------- | --------------------------------------- | --------------------------------------- | --------------------------------------- | --------------------------------------- |
| 1996                                    | 12de                                    | 6                                       | 0                                       | 0                                       | 6                                       | 107                                     | 172                                     | -65                                     |
| 1998                                    | Niet gekwalificeerd                     | Niet gekwalificeerd                     | Niet gekwalificeerd                     | Niet gekwalificeerd                     | Niet gekwalificeerd                     | Niet gekwalificeerd                     | Niet gekwalificeerd                     | Niet gekwalificeerd                     |
| 2000                                    | Niet gekwalificeerd                     | Niet gekwalificeerd                     | Niet gekwalificeerd                     | Niet gekwalificeerd                     | Niet gekwalificeerd                     | Niet gekwalificeerd                     | Niet gekwalificeerd                     | Niet gekwalificeerd                     |
| 2002                                    | 8ste                                    | 6                                       | 2                                       | 0                                       | 5                                       | 134                                     | 158                                     | -24                                     |
| 2004                                    | 13de                                    | 7                                       | 2                                       | 0                                       | 5                                       | 203                                     | 207                                     | -4                                      |
| 2007                                    | 6de                                     | 7                                       | 2                                       | 0                                       | 5                                       | 190                                     | 209                                     | -19                                     |
| 2009                                    | 10de                                    | 7                                       | 3                                       | 0                                       | 4                                       | 190                                     | 194                                     | -4                                      |
| 2011                                    | 15de                                    | 7                                       | 2                                       | 0                                       | 5                                       | 150                                     | 173                                     | -23                                     |
| 2013                                    | 12de                                    | 7                                       | 2                                       | 0                                       | 5                                       | 216                                     | 257                                     | -41                                     |
| 2015                                    | Niet gekwalificeerd                     | Niet gekwalificeerd                     | Niet gekwalificeerd                     | Niet gekwalificeerd                     | Niet gekwalificeerd                     | Niet gekwalificeerd                     | Niet gekwalificeerd                     | Niet gekwalificeerd                     |
| 2017                                    | 12de                                    |                                         |                                         |                                         |                                         |                                         |                                         |                                         |
| 2019                                    | 15de                                    |                                         |                                         |                                         |                                         |                                         |                                         |                                         |
| 2021                                    | 15de                                    |                                         |                                         |                                         |                                         |                                         |                                         |                                         |
| Totaal                                  | 10/13                                   |                                         |                                         |                                         |                                         |                                         |                                         |                                         |

 Kampioenen   Runners-up   Derde plaats   Vierde plaats